# Готлиб, Адольф Давидович
Адольф Давидович Готлиб (24 августа 1910 года, Москва — 12 апреля 1973 года, Москва) —  советский  композитор, профессор, бывший зав. кафедрой камерного ансамбля Российской академии музыки имени Гнесиных. Музыковед (псевдоним «А. Крамской»). Заслуженный артист РСФСР (1969). Кандидат искусствоведения (1942).

## Биография
Адольф Давидович Готлиб родился 24 августа 1910 года в городе Москве. В 1931 году окончил Московскую консерваторию по классу фортепиано. Ученик доктора искусствоведения, педагога К. Н. Игумнова). Через год был приглашен на работу солистом Всесоюзного Радиокомитета СССР. Там он организовал с братом, Михаилом Давидовичем Готлибом первый в стране фортепианный дуэт, работал в дуэте около 45 лет.  В 1935 году окончил театроведческий факультет ГИТИСа.
Получив музыкальное образование, Адольф Давидович Готлиб с 1936 по 1949 год вёл класс фортепианного ансамбля в Музыкальном училище при Московской консерватории.
В 1941 году Государственная Московская консерватория им. П. И. Чайковского была эвакуирована в Саратов. Уехал в Саратов и А. Готлиб. Там он с 1941 по 1944 год преподавал игру на фортепиано в Саратовской Государственной консерватории им. Л. В. Собинова. Одновременно он, с 1943 года — доцент, с 1955 года — профессор и заведующий кафедрой камерного ансамбля Музыкально-педагогического института им. Гнесиных (ныне Российская академия музыки имени Гнесиных).
В 1959 году организовал студенческий камерный оркестр, стал художественным руководителем оркестра. С 1960 года это коллектив Всероссийского гастрольно-концертного объединения (ВГКО).
Адольф Давидович Готлиб является автором автор около сотни транскрипций для двух фортепиано. Как музыкальный критик, писал статьи под псевдонимом «А. Крамской».  В разное время им написаны статьи о советском исполнительском творчестве, статьи о творчестве пианистов — Л. Н. Оборина, Я. И. Зака, Эмиля Гилельса, Я. В. Флиера, Г. Г. и С. Г. Нейгаузов, Г. Р. Гинзбурга и др.
Похоронен на Донском кладбище.

## Награды и звания
- Заслуженный артист РСФСР (1969).